# Richard Bishop (guitarrista)
Richard Bishop (Saginaw, Míchigan, 1960) es un compositor, guitarrista y cantante estadounidense conocido por su trabajo con  Sun City Girls. Se hace llamar a sí mismo Sir Richard Bishop.
En 2005 Bishop comenzó a actuar como solista, tocando en Europa, Australia y estados Unidos. Ha realizado giras con Will Oldham (Bonnie Prince Billy), Animal Collective, Devendra Banhart, Bill Callahan, y muchos otros.
El primer disco oficial en solitario de Bishop, Salvador Kali, fue lanzado por el sello Revenant Records de John Fahey en 1998. El álbum muestra las obsesiones y las raíces de Bishop, ambas determinadas por una gran variedad de fuentes musicales de todo el mundo. Locust Music publicó su segundo disco, Improvika, en 2004. Este álbum consta de nueve piezas para guitarra acústica en solitario. A continuación vino Fingering the Devil, que fue grabado en una sesión improvisada en los Southern Studios de Londres en un día libre de la gira europea de 2005. Esto fue seguido por dos lanzamientos más de Locust: Elektronika Demonika, una grabación de electrónica sin guitarras, y While My Guitar Violently Bleeds, que se compone de tres composiciones extendidas para guitarra acústica y eléctrica. La película de 30 minutos God Damn Religion fue lanzada en DVD por Locust en 2006.
En 2007 vio la luz el primer álbum con el sello Drag City, Polytheistic Fragments. Este incluye obras para guitarra acústica, eléctrica y lap steel, así como dos composiciones de piano. El siguiente fue The Freak of Araby (Drag City, 2009). Este fue el primer álbum de Bishop en el que aparece una banda completa de músicos de apoyo. El disco es un tributo al fallecido guitarrista egipcio Omar Khorshid, así como a la música de Oriente Medio.
En mayo de 2010, Drag City lanzó el álbum False Flag de Rangda, el grupo formado por el propio Bishop, Ben Chasny (Six Organs of Admittance, Comets on Fire) y Chris Corsano (Flower-Corsano Duo, Flaherty/Corsano, Jandek, Björk, etc).
Bishop fue miembro fundador (junto con su hermano Alan Bishop) de Sun City Girls, grupo pionero de la improvisación étnica, que durante sus 26 años de existencia (1981-2007), produjo una extensa discografía de más de 50 álbumes de larga duración, 20 casetes de una hora y un docenas de grabaciones en 7". A principios de la década de 1980 también fue miembro del grupo Paris 1942 que incluía a Alan Bishop, J. Akkari y la exbaterista de Velvet Underground Moe Tucker.
En 2003 Richard Bishop, junto con Alan Bishop y Hisham Mayet, fundó el sello Sublime Frequencies, dedicado a la adquisición y producción de imágenes y  sonidos ocultos de África, India, Sudeste Asiático y otras regiones del planet.

## Discografía
- Salvador Kali (1998, Revenant Records)
- Improvika (2004, Locust Music)
- Fingering the Devil (2006, Southern Records)
- Elektronika Demonika (2006, Locust Music)
- While My Guitar Violently Bleeds (2007, Locust Music)
- Polytheistic Fragments (2007)
- Earth/Sir Richard Bishop (2008)
- God Damn Religion DVD, (2008, Locust Music)
- The Freak of Araby (2009, Drag City)
- Intermezzo (2012, Ideologic Organ)
- Tangier Sessions (2015, Drag City)